# 喬爾·德·拉富恩特
喬爾·德·拉富恩特（英語：Joel de la Fuente，1969年4月21日—）是一位美國演員，曾在《宇宙之外》中飾演第一中尉王保羅（Paul Wang），在《鐵杉樹叢》中飾演约翰·普莱斯（Johann Pryce），以及在《高堡奇人》中飾演總檢察官城戶武（Chief Inspector Kido）。

## 早年生活
拉富恩特於1969出生於美國紐約州新哈特福德，在三位兄弟中排行第二，其父母為菲律賓裔，他成長於伊利諾州埃文斯頓，1987年畢業於北岸鄉村學校，1991年獲布朗大學文學士（主修表演藝術），1994年獲纽约大学帝势艺术学院藝術創作碩士。

## 作品

### 電影
- 同住一屋（英语：Roommates（1995 film））（1995） 飾 Toby
- 個人速度（英语：Personal Velocity: Three Portraits）（2002） 飾 Thavi Matola
- 破天慌（2008） 飾一名房地產代理
- 护送钱斯（2009） 飾一名售票員
- 命運規劃局（2011） 飾 Thompson's aide
- 短暂的团聚（英语：Brief Reunion）（2011） 飾 Aaron
- 失憶女孩（英语：Forgetting the Girl（film））（2012） 飾 Derek
- 茱莉亞（英语：Julia（2014 film））（2014） 飾 Dr. Lin
- 化身恶魔（英语：Ava's Possessions）（2015） 飾 Escobar
- 紅雀（2018） 飾 U.S. Senator

### 電視劇
- 正南方（1994） 飾 Charlie Wong（登場劇集：Chinatown）
- 宇宙之外（英语：Space: Above and Beyond）（1995–1996） 飾第一中尉王保羅（主要角色）
- 高發事件（英语：High Incident）（1996） 飾偵探Aquino（3集）
- When the Cradle Falls（1997） 飾 Bill Avila（TV Movie）
- 仁心仁術（1997） 飾醫學生Ivan Fu（2集）
- 百厦街（英语：100 Centre Street）（2001–2002） 飾 Peter Davies（12集）
- 法律与秩序：特殊受害者（2002–2011） 飾 TARU Tech Ruben Morales（52集）
- 我的孩子們（2007） 飾 Seamus Wong（4集）
- 律政紅顏（英语：Canterbury's Law）（2008） 飾副總檢察長Peter Upton（2集）
- 護士當家（2011） 飾一名神父（1集）
- 铁杉树丛（2013–2015） 飾 约翰·普莱斯（主要角色）
- 警察世家（2015） 飾 Edward Gomez（登場劇集：Flags of Our Fathers）
- 高堡奇人（2015–2019） 飾總檢察官城戶武（主要角色，登場39集）
- 藥命效應（2016） 飾 Daniel Lee（登場劇集：A Dog's Breakfast）
- 國務卿女士（2017–2019） 飾 President Datu Andrada（3集）
- 律政狂牛（2017） 飾 Brent Janson（登場劇集：How to Dodge a Bullet）
- 命運航班（2018–2020） 飾 Dr. Brian Cardoso（2集）
- 黑名单（2019） 飾 Dr. Guillermo Rizal（登場劇集：Guillermo Rizal"）

### 遊戲
- 戰士聯盟幫（2005） 飾 Additional Civilian
- 家園戰線（2011） 飾 Hopper Lee

### 戲劇
- Hold These Truths（2018） 飾 Gordon Hirabayashi等

## 外部連結
- 喬爾·德·拉富恩特在互联网电影资料库（IMDb）上的資料（英文）
- 喬爾·德·拉富恩特在TV Guide
- 官方网站